# Loret (Požega)
Pour les articles homonymes, voir Loret.
Loret (en serbe cyrillique : Лорет) est un village de Serbie situé dans la municipalité de Požega, district de Zlatibor. Au recensement de 2011, il comptait 202 habitants.

## Démographie
| 1948 | 1953 | 1961 | 1971 | 1981 | 1991 | 2002 | 2011 |
| ---- | ---- | ---- | ---- | ---- | ---- | ---- | ---- |
| 585  | 556  | 535  | 471  | 409  | 351  | 265  | 202  |

|  |